# Truncatella scalaris
Truncatella scalaris är en snäckart som först beskrevs av Gaspard Louis André Michaud 1830.  Truncatella scalaris ingår i släktet Truncatella och familjen Truncatellidae.

## Underarter
Arten delas in i följande underarter:
- T. s. scalaris
- T. s. piratica
- T. s. clathrus